# Mark Ruijl
Mark Ruijl (Den Haag, 13 augustus 1985) is een Nederlands sportbestuurder. Sinds het najaar van 2024 is hij technisch manager van Feyenoord. In die hoedanigheid is hij ook nauw betrokken bij het technische beleid van partnerclub FC Dordrecht.

## Carrière

### Voetbalbestuurder
Reeds in 2015 begon Ruijl een bedrijf in data- en videoscouting van voetbalspelers, waarna in 2018 een tweede bedrijf volgde. Medio 2021 presenteerde de Rotterdamse voetbalclub Feyenoord Ruijl als Head of Scouting. Hij was in deze functie een belangrijke spil in de hervorming van de club onder leiding van Frank Arnesen, Arne Slot en later Dennis te Kloese. Dit leverde hem onder andere de interesse op van ADO Den Haag uit zijn geboortestad Den Haag. In de zomer van 2023 werd hij door Feyenoord doorgeschoven naar de positie van Head of Global Football, waarbij Ruijl verantwoordelijk werd voor de nationale en internationale samenwerkingen van de club. Ruijl is in deze rol onder andere nauwbetrokken bij de samenwerking met FC Dordrecht, waar hij sturing geeft aan de technische invulling en scouting van De Schapekoppen. In oktober 2024 is Ruijl benoemd tot technisch manager in een nieuwe technische commissie, verder bestaande uit Jelle Goes en Stijn Vandenbroucke, om zodoende algemeen directeur Dennis te Kloese te ontlasten.